# Osteocondritis disecante

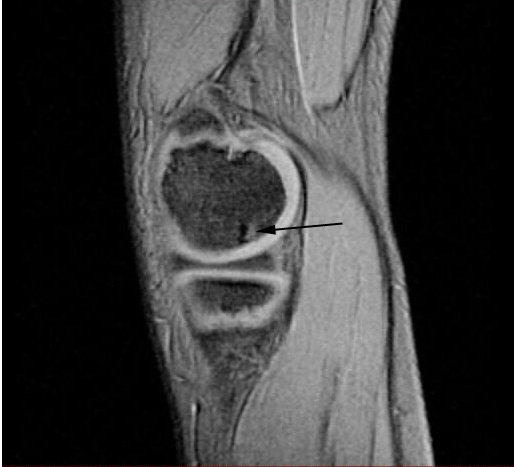
Sagital y coronal T1 y T2 demostrar lineal de baja T1, T2 señal de alto en las superficies articulares de las caras laterales de los cóndilos femorales medial bilateral, correspondiente a las radiografías, lo que confirma la presencia de osteocondritis disecante bilateral, con aumento difuso de la señal en T2 medial de los cóndilos femorales, lo que indica el edema de la médula. "Desde el caso de un niño de 9 años de edad con dolor de rodilla bilateral".

Osteocondritis disecante (a menudo abreviado TOC o DO) es un trastorno común en el que se forman grietas en el cartílago articular y el hueso subyacente subcondral. El TOC es una complicación de la necrosis avascular que se producen en el hueso subcondral. Esta necrosis avascular priva de sangre a los huesos; el tejido afectado muere y se reabsorbe. El hueso subcondral se pierde, el cartílago articular anterior se separa del hueso y es más propenso a los daños, como la fragmentación (disección) de los cartílagos y huesos, y la libre circulación de estos fragmentos osteocondrales en el espacio articular, causando más dolor y daño.
En los seres humanos, el TOC es una enfermedad rara, que se produce en sólo 15-30 personas por 100.000 habitantes al año. Aunque es raro, es una causa importante de dolor en las articulaciones en adolescentes físicamente activos; como sus huesos todavía están creciendo, los adolescentes tienen más probabilidades que los adultos de recuperarse de la OCD; la recuperación de los adolescentes se puede atribuir a la capacidad del hueso para reparar daños o muerte del tejido óseo en el cartílago de un proceso llamado remodelación ósea. Si bien el TOC puede afectar a cualquier articulación, la rodilla tiende a ser la más afectada, y constituye el 75% de todos los casos. 
TOC generalmente causa dolor e hinchazón de la articulación afectada y bloqueos de la circulación. El examen físico revela un derrame, sensibilidad y crepitación. El TOC puede ser difícil de diagnosticar porque los síntomas parecen a otras enfermedades. Sin embargo, la enfermedad puede ser confirmado por los rayos X, la tomografía computarizada (CT) o imágenes de resonancia magnética (MRI) explora. OCD está clasificada por estas técnicas de imagen, o por artroscopia de la articulación, y representada en las fases (I, II, III y IV), de la progresión de la enfermedad. Tras el diagnóstico de la enfermedad puede ser tratado, dependiendo de su gravedad, por la reparación del cartílago.  El tratamiento no quirúrgico rara vez es una opción, ya que el cartílago tiene una limitada capacidad para curar. Como resultado, incluso moderados casos requieren algún tipo de cirugía. Cuando sea posible, no el tipo de gestión como protegidas peso (parcial o no del peso) y la inmovilización se utilizan. El tratamiento quirúrgico varía ampliamente e incluye la perforación de lesiones artroscópicas intactas,  la seguridad de las lesiones del cartílago solapa con clavijas o tornillos, la perforación y la sustitución de cartílago enchufes, trasplante de células madre, y reemplazo de articulaciones. 
Rehabilitación post-operatoria es generalmente un proceso de dos etapas de inmovilización y terapia física. La mayoría de los programas de rehabilitación combinan la protección de los conjuntos de la superficie del cartílago y hueso subcondral subyacente con el mantenimiento de la fuerza muscular y rango de movimiento. Durante el período de inmovilización, ejercicios isométricos, como plantea la pierna recta, se utilizan para restablecer a la atrofia muscular perdida sin perturbar al cartílago de la articulación afectada. Una vez que ha finalizado el período de inmovilización, la terapia física implica movimiento pasivo continuo (CPM) y / o actividades de bajo impacto, como caminar o nadar.  Dolor post-operatorio, en cuya fase son generalmente necesarios analgésicos del tipo de una combinación de los AINE y los opioides. 
Franz König acuñó el término en 1887, describiéndola como una inflamación del hueso-cartílago interfaz. Muchas otras condiciones una vez que se confunde con TOC cuando se intenta describir cómo la enfermedad afectó a la articulación, incluyendo fractura osteocondral, osteonecrosis, centro de osificación accesorio, osteocondrosis, y displasia epifiseal hereditaria. Algunos autores han utilizado los términos osteocondrosis disecante y fragmentos osteocondrales como sinónimos para el TOC. Se ha estudiado en otros animales, principalmente perros, en especial el pastor alemán.

## Clasificación
TOC está clasificado por la progresión de la enfermedad en etapas. Existen dos clasificaciones de etapas más utilizados, uno es determinada por resonancia magnética de imágenes de diagnóstico, mientras que la otra está determinada por artroscopia. Sin embargo, ambas puestas en escena representan las condiciones patológicas asociadas con la progresión natural OCD.
Aunque la clasificación artroscópica de las lesiones osteocondrales se considera estándar, la puesta en escena Anderson RM es la principal forma de clasificación usado en este artículo.  Etapas I y II son lesiones estables. Etapas III y IV se describen las lesiones inestables en el que una lesión del cartílago ha permitido que el líquido sinovial entre el fragmento y el hueso.

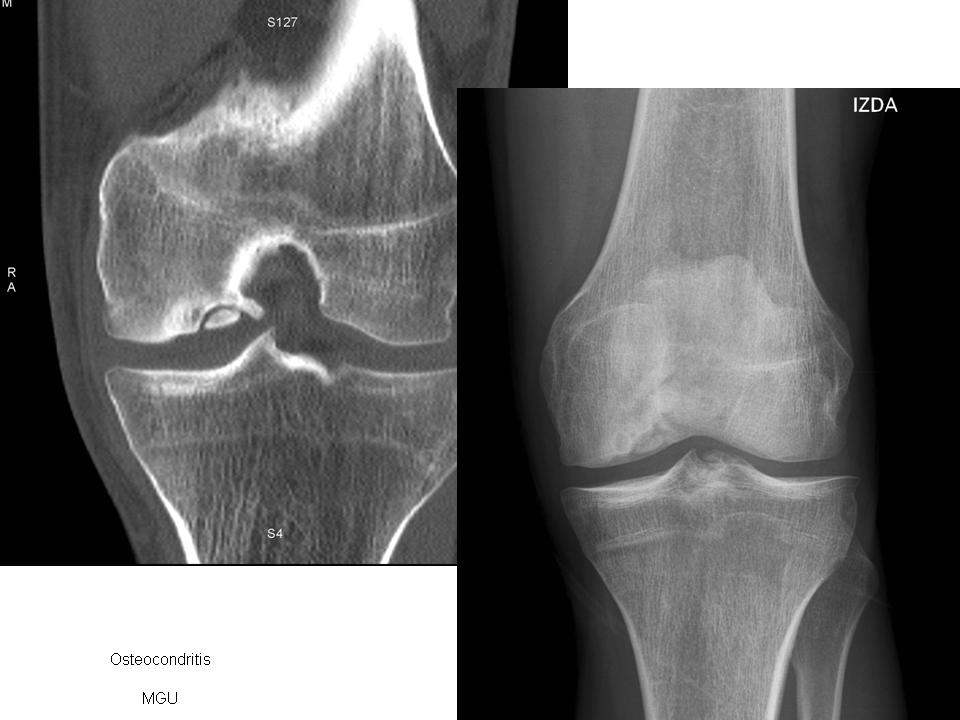
OstocondritisMGU

## Signos y síntomas
En osteocondritis disecante, fragmentos de cartílago o de hueso se aflojan dentro de una articulación, provocando dolor e inflamación. Estos fragmentos se refieren a veces como los signos comunes. El TOC es un tipo de osteocondrosis en el que una lesión se ha formado en la capa de cartílago en sí, dando lugar a la inflamación secundaria. TOC afecta más comúnmente a la rodilla, aunque puede afectar otras articulaciones como el tobillo o el codo.
Las denuncias individuales por lo general consisten en síntomas mecánicos incluyendo dolor, hinchazón, captura de bloqueo, y dando paso, el síntoma principal puede ser una restricción en el rango de movimiento.  Los síntomas se presentan típicamente en las primeras semanas de la etapa I, sin embargo, el inicio de la fase II se produce en cuestión de meses y ofrece poco tiempo para el diagnóstico. La enfermedad progresa rápidamente más allá de la etapa II, como lesiones TOC moverse rápidamente de los quistes estable o fisuras a fragmentos inestables. Los síntomas no específicos, causada por lesiones similares, tales como esguinces y distensiones, puede retrasar el diagnóstico definitivo.
La exploración física suele revelar un derrame, la ternura, y crepitación. El dolor puede extenderse al principio, pero a menudo vuelve a un conjunto bien definido como el punto focal de la lesión progresa. Así como las cuotas de los síntomas del TOC con enfermedades comunes, fractura osteocondral aguda tiene una presentación similar con ternura en la articulación afectada, pero generalmente se asocia con una hemartrosis grasos. Aunque no hay marcha patológica significativa o anomalía alineación característica asociada con este trastorno, el paciente puede caminar con la pierna afectada en rotación externa en un intento de evitar la interacción de la espina tibial en la cara lateral del cóndilo interno del fémur.

## Causas
A pesar de muchas investigaciones, las causas no están claras, pero incluyen trauma físico repetitivo, isquemia (restricción del flujo sanguíneo), hereditarios y los factores endocrinos, la necrosis avascular (pérdida de flujo sanguíneo), el rápido crecimiento, deficiencias y desequilibrios en la proporción de calcio a fósforo, y las anomalías de la formación ósea.  Aunque el nombre de "osteocondritis" implica la inflamación, la falta de células inflamatorias en el examen histológico sugiere una causa no-inflamatoria. Se cree que los microtraumatismos repetidos, que conduce a microfracturas y en ocasiones la interrupción del suministro de sangre al hueso subcondral, puede provocar la pérdida localizada posterior del suministro de sangre o la alteración del crecimiento.
Trauma, en lugar de la necrosis avascular, copie todo de Wikipedia  de la osteocondritis disecante en los jóvenes.  En los adultos, el trauma es considerado como el principal o quizá la única causa, y puede ser endógena, exógena o ambos. La incidencia de lesiones por esfuerzo repetitivo en atletas jóvenes va en aumento y representa un número significativo de visitas a atención primaria; esto refuerza la teoría de que el TOC puede estar asociado con una mayor participación en los deportes y el trauma posterior. Deportes de alto impacto como el fútbol, baloncesto, lacrosse, tenis, squash, béisbol y levantamiento de peso puede poner los participantes en un mayor riesgo de trastorno de las articulaciones (rodillas, tobillos y codos).
Informes de casos recientes sugieren que algunas personas pueden estar genéticamente predispuestos a la TOC.  Los estudios en caballos han implicado a los defectos genéticos específicos.

## Fisiopatología

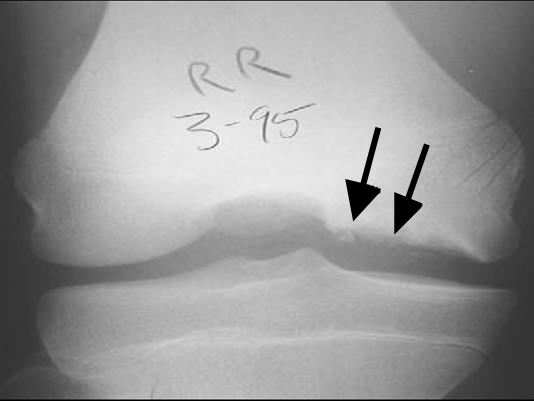
Túnel de vista de primera o rayos X de la rodilla derecha en un paciente con una osteocondritis disecante cambios quísticos y borde irregular, están indicados por flechas en el lado medial en comparación con el lado lateral..

La osteocondritis disecante se distingue de "desgaste" artritis degenerativa, que es principalmente un problema de superficie articular. En cambio, el TOC es un problema del hueso subcondral subyacente, que secundariamente pueden afectar el cartílago articular. Si no se trata, el TOC puede conducir al desarrollo de la artritis degenerativa secundaria a la incongruencia articular y desgaste anormal.
TOC se produce cuando un pedazo suelto de hueso o cartílago parcialmente (o totalmente) se separa del extremo del hueso, a menudo debido a una pérdida del suministro sanguíneo (osteonecrosis) y descalcificación de la matriz ósea trabecular. El pedazo suelto puede quedarse en el lugar o la diapositiva alrededor, haciendo que la articulación rígida e inestable. TOC en los seres humanos con mayor frecuencia afecta las rodillas, los tobillos y codo, pero puede afectar cualquier articulación.
En el esqueleto de individuos inmaduros, el suministro de sangre al hueso epifisario es bueno, tanto en el apoyo a la osteogénesis y condrogénesis. Con la interrupción de los buques de placa de crecimiento, mayor o menor grado y la profundidad de la necrosis, resultando en un cese del crecimiento tanto osteocitos y condrocitos. A su vez, este modelo conduce a trastornos de la osificación de los cartílagos, lo que resulta en la necrosis avascular subcondral y, en consecuencia TOC.
Cuatro etapas de menor importancia del TOC han sido identificados después de un traumatismo. Estos incluyen la revascularización y la formación de granulación (cicatriz) del tejido, la absorción de los fragmentos de necrosis, la deposición de osteoide intertrabeculares, y la remodelación del nuevo hueso. Con retraso en la fase de revascularización, una lesión TOC se desarrolla. Una lesión puede dar lugar a irregularidades de la superficie articular, que a su vez puede provocar un deterioro progresivo de artritis.